# 石板沟长江大桥
石板沟长江大桥是重庆市涪陵区的一座跨越长江上的公路桥梁，该桥位于乌江、长江汇合口下游1.7公里处，北接省道106线南接省道103线，是连接涪陵江北与江东的通道。大桥全长975米，主跨450米，于2005年1月开工建设，2009年9月25日与涪陵乌江二桥同时建成通车。大桥由招商局重庆交通科研设计院有限公司设计，中铁八局一公司承建施工。

## 技术参数
大桥按城市桥梁标准设计，全长1307m，主跨450m，桥跨布置为200m+450m+200m。主桥全宽22.0m，桥面为双向四车道，两侧人行道宽度为1.75m，桥型为预应力混凝土双塔双索面斜拉桥。